# Абзак (Шаранта)
Абза́к (фр. Abzac) — коммуна во Франции, находится в регионе Пуату — Шаранта. Департамент — Шаранта. Входит в состав кантона Конфолан-Сюд. Округ коммуны — Конфолан.
Код INSEE коммуны — 16001.

## География
Коммуна расположена приблизительно в 330 км к югу от Парижа, в 65 км юго-восточнее Пуатье, в 70 км к северо-востоку от Ангулема.
Вдоль западной границы коммуны протекает река Вьенна.

## Население
Население коммуны на 2010 год составляло 496 человек.
| 1962 | 1968 | 1975 | 1982 | 1990 | 1999 | 2010 |
| ---- | ---- | ---- | ---- | ---- | ---- | ---- |
| 833  | 741  | 635  | 556  | 523  | 539  | 496  |

## Администрация
| Период | Период | Фамилия          | Партия       | Примечания  |
| ------ | ------ | ---------------- | ------------ | ----------- |
| 1995   | 2008   | Ноэль де л’Эрмит |              |             |
| 2008   | 2014   | Франсуа Веллер   | беспартийный | безработный |

## Экономика
В 2007 году среди 333 человек в трудоспособном возрасте (15—64 лет) 215 были экономически активными, 118 — неактивными (показатель активности — 64,6 %, в 1999 году было 64,2 %). Из 215 активных работали 190 человек (104 мужчины и 86 женщин), безработных было 25 (14 мужчин и 11 женщин). Среди 118 неактивных 21 человек были учениками или студентами, 48 — пенсионерами, 49 были неактивными по другим причинам.

## Достопримечательности
- Церковь Сен-Сюльпис (XIII век)
  - Деревянная статуя Св. Роха (XVII век). Высота — 113 см. Исторический памятник с 1976 года[3]
  - Деревянная статуя «Мадонна с младенцем» (XVII век). Высота — 89 см. Исторический памятник с 1976 года[4]
  - Ограда клироса (столик для причастия; XVII век). Изготовлена из дуба; высота — 71 см, длина — 475 см. Исторический памятник с 2003 года[5]
- Замок Сер[фр.] (XV век). Исторический памятник с 1988 года[6]
- Замок Файоль[фр.] (XII век)

## Фотогалерея

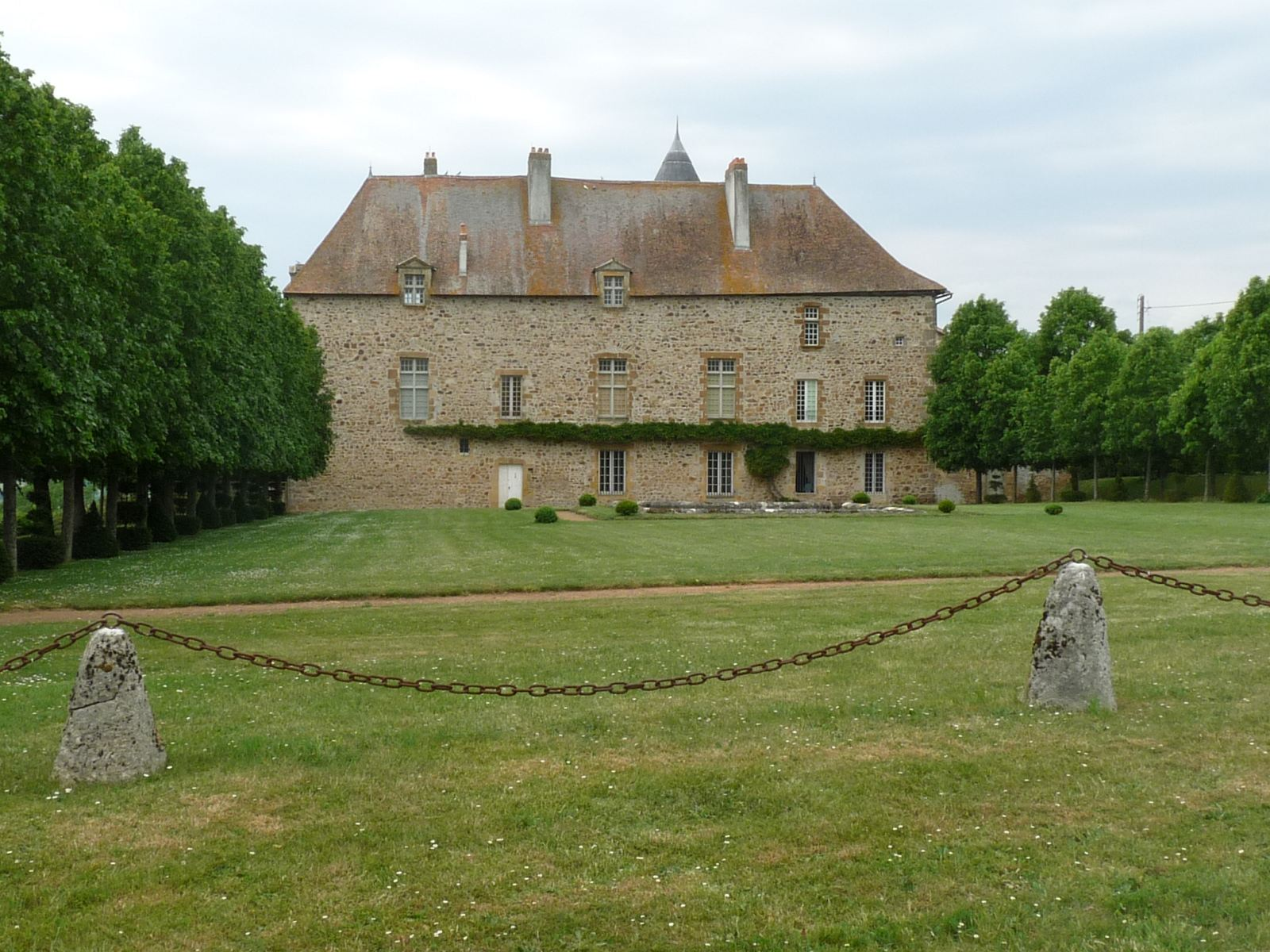
Замок Сер
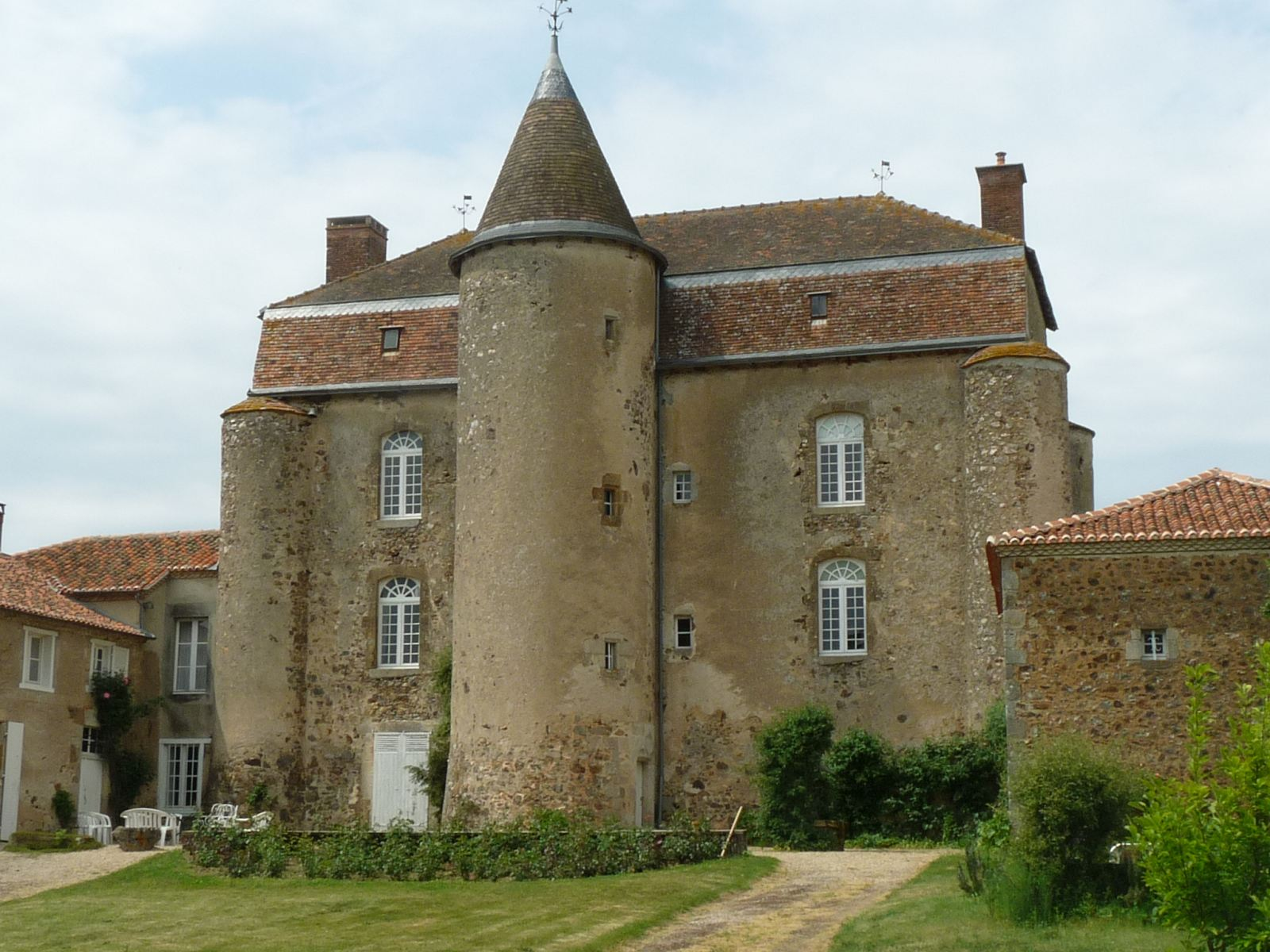
Замок Файоль
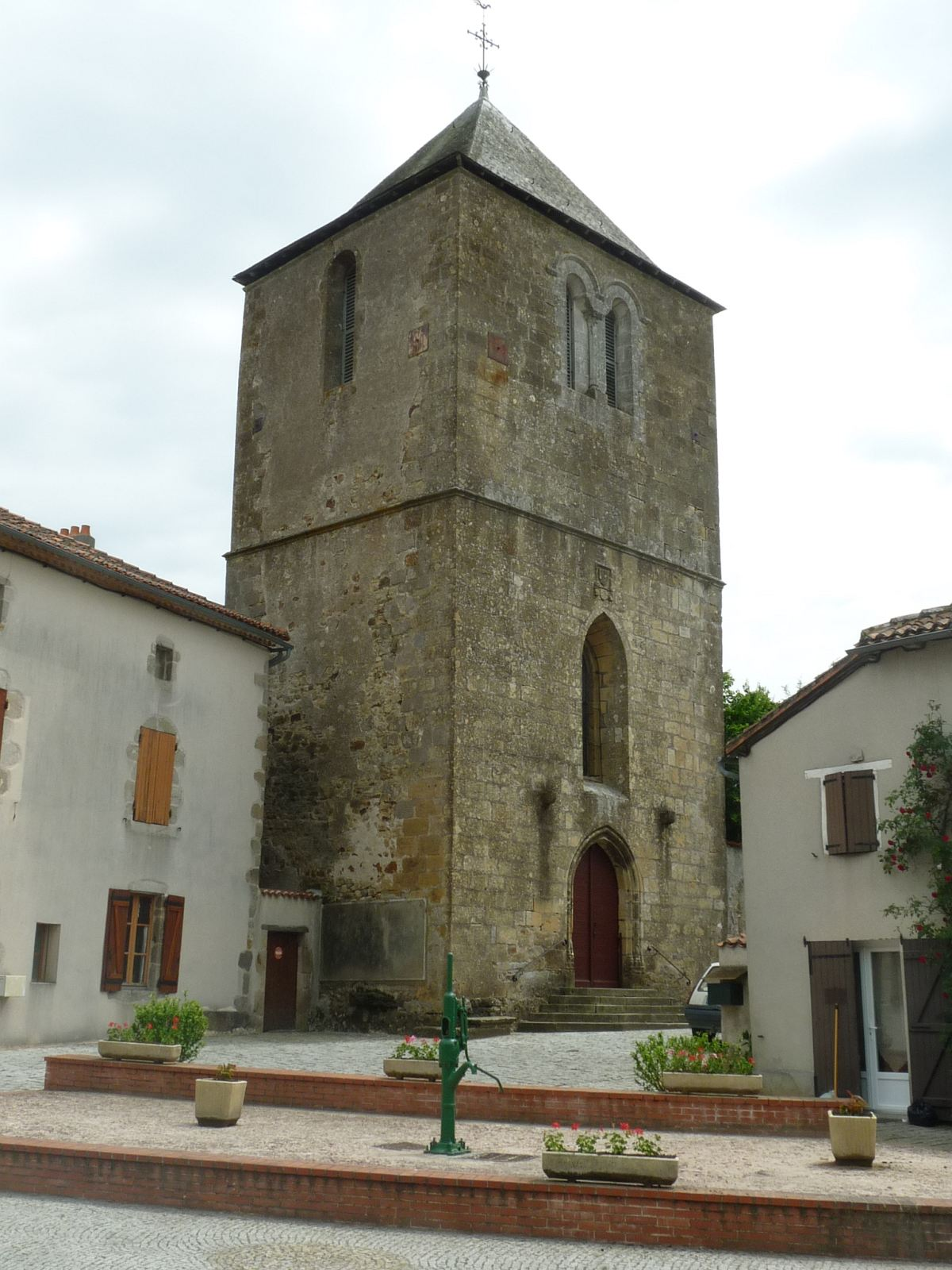
Церковь Сен-Сюльпис